# Mike Conley
Michael Alexander Conley (Chicago, 5 de outubro de 1962) é um antigo atleta norte-americano, especialista em salto em comprimento e triplo salto. Notabilizou-se por ter alcançado um título olímpico e um título mundial, respectivamente em 1992 e 1993.
Mike Conley é pai de Mike Conley, Jr., basquetebolista profissional dos Memphis Grizzlies, nascido em 1987.